# Juraleitung
Die Juraleitung ist ein geplanter Ersatzneubau von Stromleitungen zwischen dem Umspannwerk Raitersaich und dem Umspannwerk Altheim. Das Vorhaben ersetzt die in diesen Abschnitten bestehenden 220-kV-Leitungen der Reichssammelschiene sowie der 220-kV-Leitung Ludersheim–Aschaffenburg–Borken. Netzbetreiber ist die Tennet.

## Geschichte
Die 220-kV-Leitung Ludersheim–Aschaffenburg–Borken war ursprünglich eine Ende der 1940er Jahre errichtete Drehstrom-Hochspannungsfreileitung zwischen dem Umspannwerk Ludersheim bei Nürnberg, dem Umspannwerk Aschaffenburg und dem Umspannwerk am hessischen Kraftwerk Borken südlich von Kassel. Sie entstand im Zuge der Teilung Deutschlands nach dem Zweiten Weltkrieg, als Abschnitte der Reichssammelschiene von der sowjetischen Besatzungsmacht unterbrochen wurden, wodurch für die Aufrechterhaltung des Übertragungsnetzes eine neue Verbindung nach Bayern nötig geworden ist.
Die Reichssammelschiene war eine zwischen 1939 und 1941 durch die Elektrowerke AG errichtete Drehstrom-Hochspannungsfreileitung für 220 kV Spannung, die von Helmstedt über Magdeburg, Halle und Nürnberg nach Ernsthofen in Niederösterreich führte. Ihr ursprünglicher Zweck war der Austausch elektrischer Energie zwischen dem mitteldeutschen Braunkohlegebiet und den bayerischen und österreichischen Pumpspeicherkraftwerken in den Alpen. Im Zuge der Teilung Deutschlands nach dem Zweiten Weltkrieg wurden einzelne Abschnitte, die die Zonengrenze querten, stillgelegt und als Reparationsleistung von der Sowjetunion demontiert, während andere Teilstücke nach wie vor Bestandteil des west- (PreussenElektra) bzw. ostdeutschen (VEB Energieversorgung, VEB Verbundnetz) Übertragungsnetzes waren. Seit der Wende 1989/90 wurden viele dieser Teilstücke aus Altersgründen demontiert oder durch 380-kV-Leitungen ersetzt.
Der Ersatzneubau mit 380 kV erfolgt im Rahmen des Bundesbedarfsplangesetz-Vorhabens Nr. 41. Im Netzentwicklungsplan Strom trägt das Vorhaben die Nummer P53.
Die Regierung der Oberpfalz eröffnete am 14. Mai 2021 das Raumordnungsverfahren des Vorhabens. Das Verfahren wurde am 1. Juli 2022 mit einer positiven landesplanerischen Beurteilung aller betroffenen Regierungsbezirke abgeschlossen.

## Verlauf
Vom Umspannwerk Raitersaich kommend verläuft die bestehende Leitung im Regierungsbezirk Mittelfranken in Richtung Osten und umgeht dabei die Stadt Nürnberg südlich.
Von Ludersheim über das Umspannwerk Sittling zum Umspannwerk Altheim verläuft sie anschließend in südlicher Richtung. Im Bereich von Rottenburg an der Laaber soll ein weiteres Umspannwerk für die Einspeisung von erneuerbaren Energien errichtet werden.